# Discodeles bufoniformis
Discodeles bufoniformis és una espècie de granota que viu a Papua Nova Guinea i a Salomó.
Està amenaçada d'extinció per la pèrdua del seu hàbitat natural.